# August von Rentzell
Wilhelm August von Rentzell (* August 1809 in Marienwerder, Provinz Westpreußen; † 22. Dezember 1891 in Berlin) war ein deutscher Genre- und Tiermaler.

## Leben

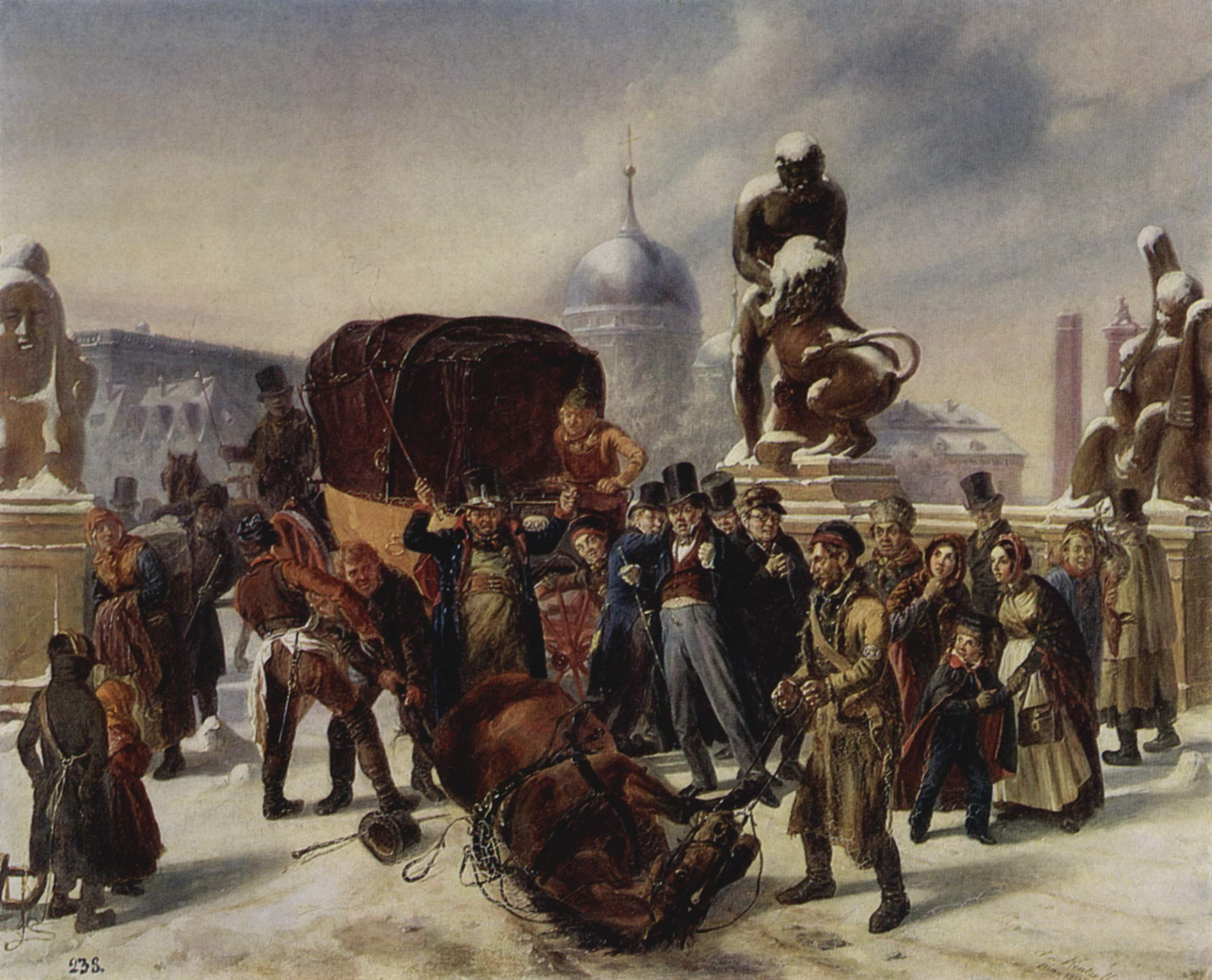
Straßenszene auf der Herkulesbrücke in Berlin, 1841

Wilhelm August von Rentzell, der mit August von Rentzell signierte, studierte nach einer kurzen Offizierslaufbahn bei Carl Joseph Begas an der Berliner Kunstakademie. 1832 ging er in das Atelier von Karl Wilhelm Wach. Ende der 1830er Jahre arbeitete er bei Franz Krüger. Danach wechselte er für einige Zeit nach Düsseldorf. Schließlich kehrte er vor 1842 nach Berlin zurück.
Als Vertreter der Genremalerei schuf von Rentzell Straßen- und Landschaftsszenen sowie Interieurs. Oft befinden sich auf seinen Genrebildern neben den Menschen auch Tiere, vor allem Pferde, Vieh und Hunde. Da von Rentzell gerne menschliche Missgeschicke und Verwicklungen humoristisch darstellte, charakterisierte ihn der Kunsthistoriker Adolf Rosenberg als „Maler des Tohuwabohu, des Kunterbunt und der Konfusionen“.
1842 war August von Rentzell Bauherr für ein bürgerliches Mietshaus in der Berliner Dragonerstraße 22, heute Max-Beer-Straße 5. Für den symmetrischen fünfstöckigen Neubau mit einer zurückgenommen klassizistisch dekorierten Stuckfassade wurde ein älteres und kleineres Haus abgerissen. Als Eigentümer wohnte und arbeitete von Rentzell ab mindestens 1843/4 ebenfalls dort.

## Werke (Auswahl)

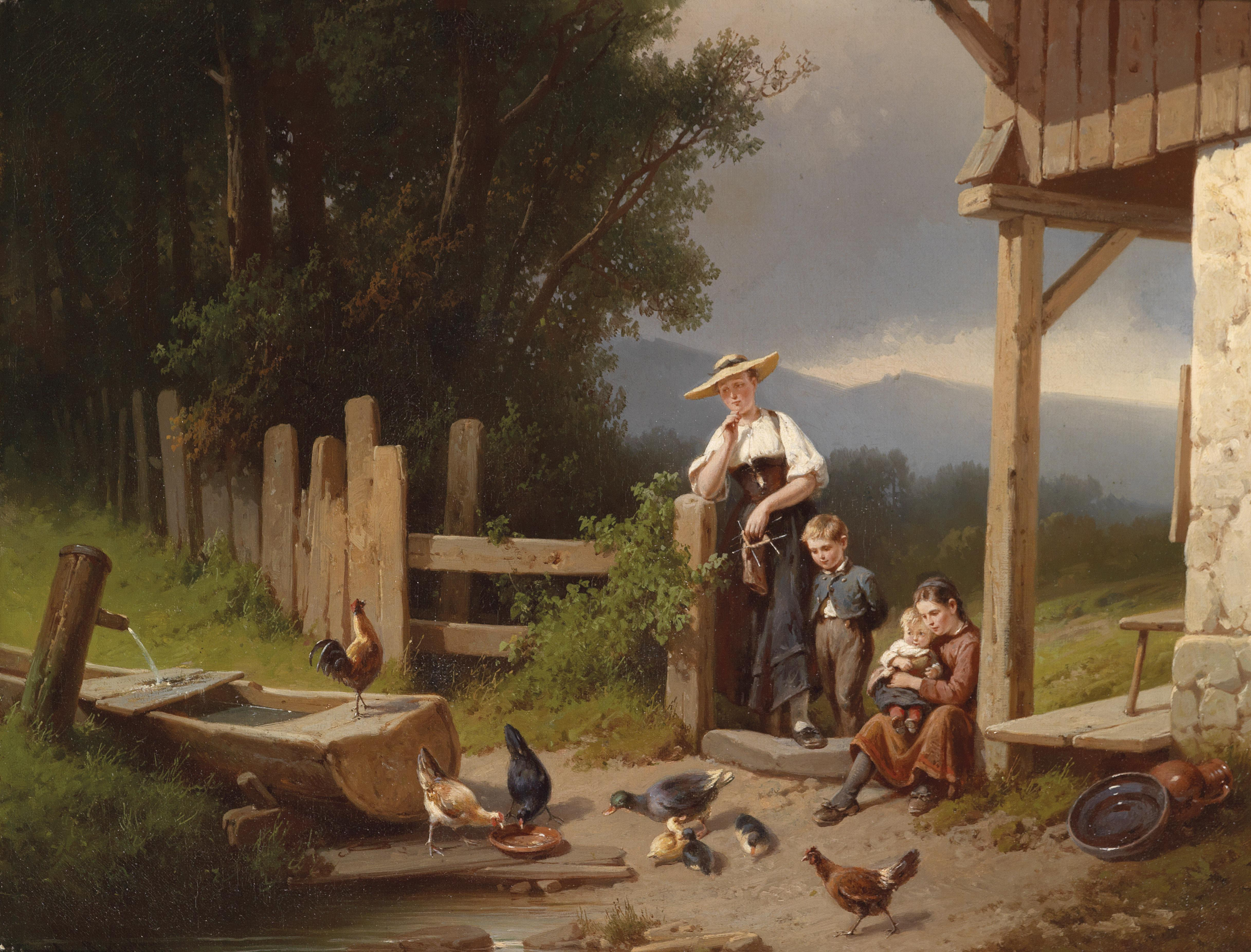
Gemütlich ist Beisammensein

- Zar Nikolaus und Prinz Wilhelm von Preußen vor der Neuen Wache, 1835, Nationalgalerie Berlin
- Die verregnete Grunewald-Partie, 1839[4]
- Straßenszene auf der Herkulesbrücke in Berlin, 1841
- Die Post geht ab, 1841
- Bauernfamilie in rustikalem Interieur, 1848
- zusammen mit Carl Triebel: Hol über! (Szene am Ufer des Achensees in Tirol)
- Gemütlich ist Beisammensein